# Bartha Alexandra
Bartha Alexandra (Esztergom, 1979. február 24. –) magyar színésznő. 

## Életpályája
A budapesti Tamási Áron Általános Iskola és Német Két Tannyelvű Nemzetiségi Gimnáziumban érettségizett. 1995-2001 között a József Attila Színház, 2001-től a Győri Nemzeti Színház tagja volt. 2003-2004 között a veszprémi Petőfi Színház tagja volt. 2013-tól rendszeresen szerepel a Játékszínben és több színházban.

### Magánélete
Második férje Barát Attila színész. Egy gyermekük született, Sára (2014).

## Fontosabb színházi szerepei
- Molnár Ferenc: Egy, kettő, három – Lydia
- Katajev: Bolond vasárnap – Klava Lurkó
- Zágon-Nóti-Eisemann: Hyppolit a lakáj – Mimi
- Kander-Ebb-Fosse: Chicago – Roxie
- Vajda Katalin: Anconai szerelmesek – Viktória, magyar lány
- Shakespeare: Szentivánéji álom – Heléna
- Jókai: Aranyember – Athália
- Welsh-Gibson: Trainspotting – Lizzie
- Shakespeare: Othello – Desdemona
- Neil Simon: Pletyka – Cookie Cusack
- Dan Goggin: Apácák – Mária Roberta nővér
- Victor Hugo: A nevető ember – Bradshaw Anna, Gwynplaine anyja
- Márton Gyula: Csinibaba – Manci
- Harling: Acélmagnóliák – Annele
- Bolba-Galambos-Orosz-Szente-Szirtes: Poligamy – Orosz lány

## Filmes és televíziós szerepei
- Zsaruvér és csigavér: A királyné nyakéke (2001) ...Rendőrlány
- Klipperek 2.0 (2008) ...Titi
- Made in Hungaria (2009)
- Jóban Rosszban (2011–2012) ...Hartmann Katica
- Marslakók (2012) ...Mátray Flóra
- Magánnyomozók (2014) ...Szimics Betti
- Válótársak (2018)
- A Tanár (2019) ...Jenei Nóra
- Drága örökösök (2019-2023) ...Andrea
- Jófiúk (2019)
- Mintaapák (2020)
- Apatigris (2020) ...Kolléganő
- A Séf meg a többiek (2022) ...Szederkényi Tamara
- Családi kör (2019-2021) ...Szilvi,Dóra
- Drága örökösök – A visszatérés (2022–2024) …Andrea